# César voor beste acteur
De César voor beste acteur (Frans: César du meilleur acteur) is de César-filmprijs die jaarlijks wordt uitgereikt aan de beste mannelijke acteur. Deze César wordt uitgereikt sinds de creatie van de Césars in 1976.
Verscheiden acteurs wonnen de César meermaals. Michel Serrault won driemaal (1979, 1982 en 1996). Daarnaast wonnen Philippe Noiret (1976, 1990), Gérard Depardieu (1981, 1991), Daniel Auteuil (1987, 2000), Michel Bouquet (2002, 2006) en Mathieu Amalric (2005, 2008) elk tweemaal.  Gérard Depardieu werd in totaal vijftienmaal genomineerd (anno 2009).

## Laureaten en nominaties

### Jaren 70

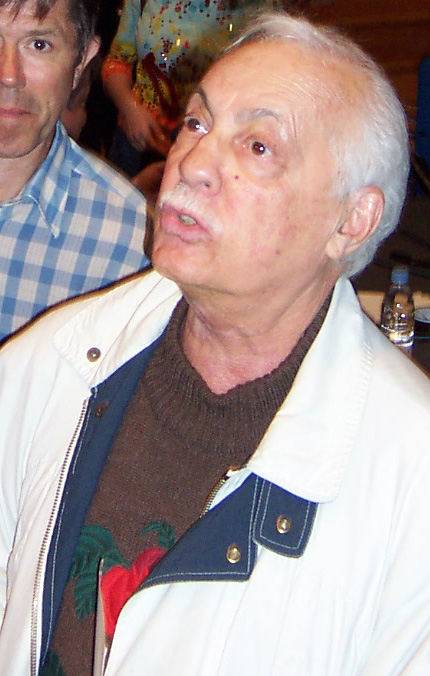
Michel Serrault, drievoudig winnaar

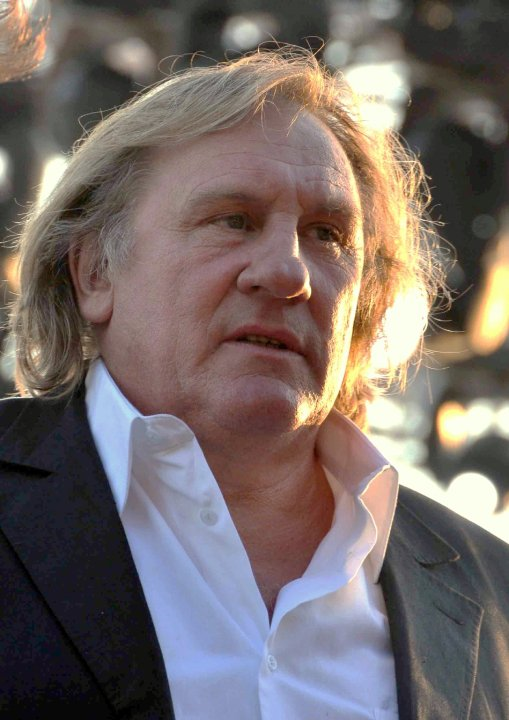
Gerard Depardieu in 2010

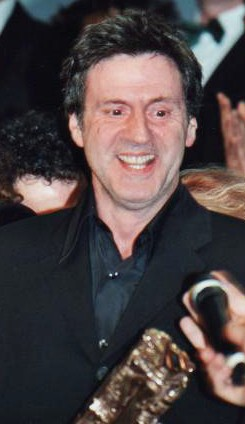
Daniel Auteuil, tweevoudig winnaar

- 1976 : Philippe Noiret voor Le Vieux Fusil
  - Gérard Depardieu voor Sept morts sur ordonnance
  - Victor Lanoux voor Cousin, cousine
  - Jean-Pierre Marielle voor Les Galettes de Pont-Aven

- 1977 : Michel Galabru voor Le Juge et l'Assassin
  - Alain Delon voor Monsieur Klein
  - Gérard Depardieu voor La dernière femme
  - Patrick Dewaere voor La Meilleure Façon de marcher

- 1978 : Jean Rochefort voor Le Crabe-tambour
  - Alain Delon voor Mort d'un pourri
  - Charles Denner voor L'Homme qui aimait les femmes
  - Gérard Depardieu voor Dites-lui que je l'aime
  - Patrick Dewaere voor Le Juge Fayard dit Le Shériff

- 1979 : Michel Serrault voor La Cage aux folles
  - Claude Brasseur voor Une histoire simple
  - Jean Carmet voor Le Sucre
  - Gérard Depardieu voor  Le Sucre

### Jaren 80
- 1980 : Claude Brasseur voor La Guerre des polices
  - Patrick Dewaere voor Série noire
  - Yves Montand voor I comme Icare
  - Jean Rochefort voor Courage, fuyons

- 1981 : Gérard Depardieu voor Le Dernier Métro
  - Patrick Dewaere voor Un mauvais fils
  - Philippe Noiret voor Pile ou face
  - Michel Serrault voor La Cage aux folles II

- 1982 : Michel Serrault voor Garde à vue
  - Patrick Dewaere voor Beau-père
  - Philippe Noiret voor Coup de torchon
  - Michel Piccoli voor Une étrange affaire

- 1983 : Philippe Léotard voor La Balance
  - Gérard Depardieu voor Danton
  - Gérard Lanvin voor Tir groupé
  - Lino Ventura voor Les Misérables

- 1984 : Coluche voor Tchao Pantin
  - Gérard Depardieu voor Les Compères
  - Yves Montand voor Garçon!
  - Michel Serrault voor Mortelle randonnée
  - Alain Souchon voor L'Été meurtrier

- 1985 : Alain Delon voor Notre histoire
  - Gérard Depardieu voor Fort Saganne
  - Louis Ducreux voor Un dimanche à la campagne
  - Philippe Noiret voor Les Ripoux
  - Michel Piccoli voor La Diagonale du fou

- 1986 : Christophe Lambert voor Subway
  - Gérard Depardieu voor Police
  - Robin Renucci voor Escalier C
  - Michel Serrault voor On ne meurt que deux fois
  - Lambert Wilson voor Rendez-vous

- 1987 : Daniel Auteuil voor Jean de Florette / Manon des sources
  - Jean-Hugues Anglade voor 37°2 le matin
  - Michel Blanc voor Tenue de soirée
  - André Dussollier voor Mélo
  - Christophe Malavoy voor La Femme de ma vie

- 1988 : Richard Bohringer voor Le Grand Chemin
  - Jean Carmet voor Miss Mona
  - Gérard Depardieu voor Sous le soleil de Satan
  - Gérard Jugnot voor Tandem
  - Christophe Malavoy voor De guerre lasse
  - Jean Rochefort voor Tandem

- 1989 : Jean-Paul Belmondo voor Itinéraire d'un enfant gâté
  - Richard Anconina voor Itinéraire d'un enfant gâté
  - Daniel Auteuil voor Quelques jours avec moi
  - Jean-Marc Barr voor Le grand bleu
  - Gérard Depardieu voor Camille Claudel

### Jaren 90
- 1990 : Philippe Noiret voor La Vie et rien d'autre
  - Jean-Hugues Anglade voor Nocturne indien
  - Michel Blanc voor Monsieur Hire
  - Gérard Depardieu voor Trop belle pour toi
  - Hippolyte Girardot voor Un monde sans pitié
  - Lambert Wilson voor Hiver 54, l'abbé Pierre

- 1991 : Gérard Depardieu voor Cyrano de Bergerac
  - Daniel Auteuil voor Lacenaire
  - Fabrice Luchini voor La Discrète
  - Michel Piccoli voor Milou en mai
  - Jean Rochefort voor Le Mari de la coiffeuse
  - Michel Serrault voor Docteur Petiot

- 1992 : Jacques Dutronc voor Van Gogh
  - Hippolyte Girardot voor Hors la vie
  - Gérard Jugnot pour Une époque formidable
  - Jean-Pierre Marielle voor Tous les matins du monde
  - Michel Piccoli voor La Belle Noiseuse

- 1993 : Claude Rich voor Le Souper
  - Daniel Auteuil voor Un cœur en hiver
  - Richard Berry voor Le petit prince a dit
  - Claude Brasseur voor Le Souper
  - Vincent Lindon voor La Crise

- 1994 : Pierre Arditi voor Smoking / No Smoking
  - Daniel Auteuil voor Ma saison préférée
  - Michel Boujenah voor Le nombril du monde
  - Christian Clavier voor Les Visiteurs
  - Jean Reno voor Les Visiteurs

- 1995 : Gérard Lanvin voor Le Fils préféré
  - Daniel Auteuil voor La séparation
  - Gérard Depardieu voor Le Colonel Chabert
  - Jean Reno voor Léon
  - Jean-Louis Trintignant voor Trois couleurs: Rouge

- 1996 : Michel Serrault voor Nelly et Monsieur Arnaud
  - Vincent Cassel voor La Haine
  - Alain Chabat voor Gazon maudit
  - François Cluzet voor Les Apprentis
  - Jean-Louis Trintignant voor Fiesta

- 1997 : Philippe Torreton voor Capitaine Conan
  - Daniel Auteuil voor Le Huitième Jour
  - Charles Berling voor Ridicule
  - Fabrice Luchini voor Beaumarchais, l'insolent
  - Patrick Timsit voor Pédale douce

- 1998 : André Dussollier voor On connaît la chanson
  - Daniel Auteuil voor Le Bossu
  - Charles Berling voor Nettoyage à sec
  - Alain Chabat voor Didier
  - Patrick Timsit voor Le Cousin

- 1999 : Jacques Villeret voor Le Dîner de cons
  - Charles Berling voor L'Ennui
  - Jean-Pierre Darroussin voor Le Poulpe
  - Antoine De Caunes voor L'homme est une femme comme les autres
  - Pascal Greggory voor Ceux qui m'aiment prendront le train

### Jaren 2000
- 2000 : Daniel Auteuil voor La Fille sur le pont
  - Jean-Pierre Bacri voor Kennedy et moi
  - Albert Dupontel voor La Maladie de Sachs
  - Vincent Lindon voor Ma petite entreprise
  - Philippe Torreton voor Ça commence aujourd'hui

- 2001 : Sergi López voor Harry, un ami qui vous veut du bien
  - Jean-Pierre Bacri voor Le Goût des autres
  - Charles Berling voor Les Destinées sentimentales
  - Bernard Giraudeau voor Une affaire de goût
  - Pascal Greggory voor La Confusion des genres

- 2002 : Michel Bouquet voor Comment j'ai tué mon père
  - Eric Caravaca voor La Chambre des officiers
  - Vincent Cassel voor Sur mes lèvres
  - André Dussollier voor Tanguy
  - Jacques Dutronc voor C'est la vie

- 2003 : Adrien Brody voor Le Pianiste
  - Daniel Auteuil voor L'Adversaire
  - François Berléand voor Mon idole
  - Bernard Campan voor Se souvenir des belles choses
  - Mathieu Kassovitz voor Amen.

- 2004 : Omar Sharif voor Monsieur Ibrahim et les fleurs du Coran
  - Daniel Auteuil voor Après vous
  - Jean-Pierre Bacri voor Les Sentiments
  - Gad Elmaleh voor Chouchou
  - Bruno Todeschini voor Son frère

- 2005 : Mathieu Amalric voor Rois et reine
  - Daniel Auteuil voor 36 quai des orfèvres
  - Gérard Jugnot voor Les Choristes
  - Benoît Poelvoorde voor Podium
  - Philippe Torreton voor L'Équipier

- 2006 : Michel Bouquet voor Le Promeneur du Champ-de-Mars
  - Patrick Chesnais voor Je ne suis pas là pour être aimé 
  - Romain Duris voor De battre mon cœur s'est arrêté
  - José Garcia voor Le Couperet
  - Benoît Poelvoorde voor Entre ses mains

- 2007 : François Cluzet voor Ne le dis à personne
  - Michel Blanc voor Je vous trouve très beau
  - Alain Chabat voor Prête-moi ta main
  - Gérard Depardieu voor Quand j'étais chanteur
  - Jean Dujardin voor OSS 117 - Le Caire, nid d'espion

- 2008 : Mathieu Amalric voor Le Scaphandre et le Papillon
  - Michel Blanc voor Les Témoins
  - Jean-Pierre Darroussin voor Dialogue avec mon jardinier
  - Vincent Lindon voor Ceux qui restent
  - Jean-Pierre Marielle voor Faut que ça danse!

- 2009 : Vincent Cassel voor Mesrine
  - François-Xavier Demaison voor Coluche, l'histoire d'un mec
  - Guillaume Depardieu voor Versailles
  - Albert Dupontel voor Deux jours à tuer
  - Jacques Gamblin voor Le premier Jour du reste de ta vie

### Jaren 2010
- 2010 : Tahar Rahim voor Un prophète
  - Yvan Attal voor Rapt
  - François Cluzet voor À l'origine
  - François Cluzet voor Le Dernier pour la route
  - Vincent Lindon voor Welcome
- 2011 : Éric Elmosnino voor Gainsbourg, vie héroïque
  - Gérard Depardieu voor Mammuth
  - Romain Duris voor L'Arnacœur
  - Jacques Gamblin voor Le Nom des gens
  - Lambert Wilson voor Des hommes et des dieux
- 2012 : Omar Sy voor Intouchables
  - Sami Bouajila voor Omar m'a tuer
  - François Cluzet voor Intouchables
  - Jean Dujardin voor The Artist
  - Olivier Gourmet voor L'Exercice de l'État
  - Denis Podalydès voor La Conquête
  - Philippe Torreton voor Présumé Coupable
- 2013 : Jean-Louis Trintignant voor Amour
  - Jean-Pierre Bacri voor Cherchez Hortense
  - Patrick Bruel voor Le Prénom
  - Denis Lavant voor Holy Motors
  - Vincent Lindon voor Quelques heures de printemps
  - Fabrice Luchini voor Dans la maison
  - Jérémie Renier voor Cloclo
- 2014 : Guillaume Gallienne - Les Garçons et Guillaume, à table !
  - Mathieu Amalric - La Vénus à la fourrure
  - Michel Bouquet - Renoir
  - Albert Dupontel - 9 mois ferme
  - Grégory Gadebois - Mon âme par toi guérie
  - Fabrice Luchini - Alceste à bicyclette
  - Mads Mikkelsen - Michael Kohlhaas
- 2015 : Pierre Niney - Yves Saint Laurent
  - Romain Duris - Une nouvelle amie
  - Gaspard Ulliel - Saint Laurent
  - Guillaume Canet - La prochaine fois je viserai le cœur
  - Niels Arestrup - Diplomatie
  - François Damiens - La Famille Bélier
  - Vincent Lacoste - Hippocrate
- 2016 : Vincent Lindon - La Loi du marché
  - Jean-Pierre Bacri - La Vie très privée de Monsieur Sim
  - Vincent Cassel - Mon roi
  - François Damiens - Les Cowboys
  - Gérard Depardieu - Valley of Love
  - Antonythasan Jesuthasan - Dheepan
  - Fabrice Luchini - L'Hermine
- 2017 : Gaspard Ulliel - Juste la fin du monde
  - François Cluzet - Médecin de campagne
  - Pierre Deladonchamps - Le Fils de Jean
  - Nicolas Duvauchelle - Je ne suis pas un salaud
  - Fabrice Luchini - Ma loute
  - Pierre Niney - Frantz
  - Omar Sy - Chocolat
- 2018 : Swann Arlaud - Petit Paysan
  - Daniel Auteuil - Le Brio
  - Jean-Pierre Bacri - Le Sens de la fête
  - Guillaume Canet - Rock'n Roll
  - Albert Dupontel - Au revoir là-haut
  - Louis Garrel - Le Redoutable
  - Reda Kateb - Django

- 2019 : Alex Lutz - Guy
  - Édouard Baer - Mademoiselle de Joncquières
  - Romain Duris - Nos batailles
  - Vincent Lacoste - Amanda
  - Gilles Lellouche - Pupille
  - Pio Marmaï - En liberté!
  - Denis Ménochet - Jusqu'à la garde

### Jaren 2020
- 2020 : Roschdy Zem - Roubaix, une lumière
  - Daniel Auteuil - La Belle Époque
  - Damien Bonnard - Les Misérables
  - Vincent Cassel - Hors Normes
  - Jean Dujardin - J'accuse
  - Reda Kateb - Hors normes
  - Melvil Poupaud - Grâce à Dieu

- 2021 : Sami Bouajila - Un fils
  - Jonathan Cohen - Énorme
  - Albert Dupontel - Adieu les cons
  - Niels Schneider - Les Choses qu'on dit, les choses qu'on fait
  - Lambert Wilson - De Gaulle

- 2022 : Benoît Magimel - De son vivant
  - Damien Bonnard - Les Intranquilles
  - Adam Driver - Annette
  - Gilles Lellouche - BAC Nord
  - Vincent Macaigne - Médecin de nuit
  - Pio Marmaï - La Fracture
  - Pierre Niney - Boîte noire